# Поташ (Тальновский район)
По́таш (укр. Поташ) — село в Тальновском районе Черкасской области Украины.
Расположено на обоих берегах реки Мощуров (приток Горного Тикича) в 16 км к западу от города Тальное.
Население по переписи 2001 года составляло 768 человек. Почтовый индекс — 20430. Телефонный код — 4731.

## Местный совет
20430, Черкасская обл., Тальновский р-н, с. Поташ, ул. Шевченко, 114